# Phyllophaga leonina
Phyllophaga leonina är en skalbaggsart som beskrevs av Bates 1888. Phyllophaga leonina ingår i släktet Phyllophaga och familjen Melolonthidae. Inga underarter finns listade i Catalogue of Life.